# Ім'я твоє
«Ім'я твоє» — радянський телефільм 1989 року, знятий режисером В'ячеславом Скворцовим на студії «Укртелефільм».

## Сюжет
Про життя, творчість, складні стосунки артистів балету.

## У ролях
- Ксенія Рябінкіна — Ліда
- Олег Ісаєв — Ігор
- Алла Осипенко — Ксенія
- Алла Ларіонова — Ганна Львівна
- Сергій Горбачов — Михайло Володін
- Ернст Романов — Опанас Іванович, балетмейстер
- Валентина Калиновська — Степанова
- Владислав Кудієвський — Веснін
- Тетяна Мітрушина — Франческа
- Анатолій Хостікоєв — Вадим
- Тетяна Лещенко-Сухомлина — Корольова
- Марія Шуб — Ліда у дитинстві
- Антоніна Лефтій — епізод
- Олександр Мілютін — епізод
- Ніна Колчина-Бунь — епізод
- Валентин Макаров — епізод
- А. Пінчукова — епізод
- Анатолій Лук'яненко — епізод
- Мальвіна Швідлер — епізод
- Віра Саранова — епізод
- Віктор Черняков — епізод
- Олена Ястремська — епізод
- Богдан Брондуков — епізод

## Знімальна група
- Режисер — В'ячеслав Скворцов
- Оператор — Олег Андрусенко
- Композитор — Валентин Сільвестров
- Художник — Володимир Рудько